# NGC 2925
NGC 2925 is een open sterrenhoop in het sterrenbeeld Zeilen. Het hemelobject werd op 5 januari 1837 ontdekt door de Britse astronoom John Herschel.

## Synoniemen
- OCL 783
- ESO 166-SC22